# Kostomoeksja
Kostomoeksja (Russisch: Костомукша; Fins: Kostamus) is een stad in de Russische autonome republiek Karelië. De stad op 30 km van de Finse grens aan de oever van het Kontokimeer.
Als geplande nederzetting werd de plaats in 1977 gesticht en bevolkt met mensen uit verscheidene delen van de toenmalige Sovjet-Unie. Kostomoeksja werd grotendeels opgebouwd door Finse bedrijven, in het kader van herstelbetalingen na de vervolgoorlog. De stadsstatus werd verkregen in 1983. Later werd de stad verder gebouwd door Sovjet-bouwfirma's. Kostomoeksja heeft, naar sovjet-ideologie, veel groene open ruimtes.
De voornaamste reden tot de ontwikkeling van de stad is de nabijgelegen ijzermijn. De mijnbouwactiviteiten hebben een groot gat vlak bij de stad gecreëerd. De bijhorende ijzer-raffinaderij is goed voor ongeveer 5000 arbeidsplaatsen. Verder is er houtverwerkende industrie: een industriële zagerij en een meubelfabriek.
Kostomoeksja is aangesloten op het spoornet, heeft een luchthaven (zonder regelmatige vluchten) en ligt aan een nationale weg.
Vlak bij de stad ligt een nationaal park, met een rendier- en beverpopulatie. De bevers van Canadese origine werden uitgezet in Finland, maar een deel migreerde over de grens. Ook aan de Finse zijde van de grens is er een nationaal park. Toerisme en recreatie binnen het park zijn verboden.
Elke zomer is er een kamermuziekfestival, dat voornamelijk Russische deelnemers trekt. In de zomer is er gedurende 2 maanden ononderbroken zonlicht; de bewoners spenderen deze tijd voornamelijk in hun Datsja's, die vooral aan de oevers van de vele meren in de omgeving gelegen zijn. De hengelsport is dan ook populair. In de winter zijn langlauf en biatlon de voornaamste sporten. De meeste buitenlandse bezoekers zijn Finnen.
Bestuurlijk centrum: Petrozavodsk

Belomorsk · Kem · Kondopoga · Kostomoeksja · Lachdenpochja · Medvezjegorsk · Olonets · Pitkjaranta · Poedozj · Segezja · Soeojarvi · Sortavala